# Pere Tresfort
Pere Tresfort és un poeta menor català del segle xv. Se'n conserven només tres poemes, escrits amb trets occitans, al Cançoner Vega-Aguiló i al de l'Ateneu. De la rúbrica d'aquest se'n dedueix que Pere Tresfort era notari.
Al cançoner Vega-Aguiló es conserva una cançó, "Ab fletxes d'aur untatz d'erb'amorosa", amb una estrofa i una tornada en decasíl·labs. I també una dansa "Jovencelhs qui no à.ymia". I una altra peça "Gran carrech han huy tuyt l'om de paratge" de crítica als homes de poder, que es conserva al cançoner de l'Ateneu i en altres tres.